# Joakim Nilsson
Hans Joakim Nilsson (Landskrona, Suecia, 31 de marzo de 1966) es un exfutbolista sueco que jugaba de centrocampista. Comenzó su carrera en el Malmö FF y, en 1990, fichó por el Real Sporting de Gijón de la Primera División de España, con el que debutó el 2 de septiembre de 1990 en un partido contra el Real Betis Balompié.

## Selección nacional
Fue internacional con la selección sueca en veintisiete partidos en los que anotó un gol. Disputó los Juegos Olímpicos de Seúl 1988, la Copa Mundial de Fútbol de 1990 y la Eurocopa 1992.

### Participaciones en Copas del Mundo
| Mundial                        | Sede   | Resultado    |
| ------------------------------ | ------ | ------------ |
| Copa Mundial de Fútbol de 1990 | Italia | Primera fase |

### Participaciones en Eurocopas
| Torneo        | Sede   | Resultado   |
| ------------- | ------ | ----------- |
| Eurocopa 1992 | Suecia | Semifinales |

## Clubes
| Club                   | País   | Año       |
| ---------------------- | ------ | --------- |
| Malmö FF               | Suecia | 1986-1990 |
| Real Sporting de Gijón | España | 1990-1993 |
| Landskrona BoIS        | Suecia | 1993-1995 |